# D2101V
FOMA D2101V（フォーマ・ディー にい　いち　ぜろ　いち　ぶい）は、三菱電機によって開発された、NTTドコモの第三世代携帯電話 (FOMA) 端末製品である。

## 概要
FOMAでP2101VとSH2101Vと並ぶフルスペック端末としてリリースされたが、端末の大きさ、重さはFOMA過去最大級のものとなり、同時期にリリースされていたFOMA端末に比べても売れ行きは思わしくなく、市場では2～3ヶ月程度で販売を終了することとなった。形状は三菱製のmovaに見られたフリップ型だが、フリップやボタンは非常に小さい。
2004年6月発売のD900iが発売されるまで、三菱製FOMAは一旦途絶えることとなる。長らくフリップ型の携帯電話を作ってきた三菱電機だったが、この機種が最後のフリップ型になった。
PCなどに接続してデータ通信することはできない。

## 沿革
- 2002年3月1日 - 発売開始。
- 2010年3月31日 - 電池パックの提供終了。